# Lebiediowka (obwód nowosybirski)
Lebiediowka (ros. Лебедёвка) – wieś (sieło) w Rosji, w obwodzie nowosybirskim, w rejonie iskitimskim. W 2010 liczyła 2435 mieszkańców.